# Hersilia okinawaensis
Hersilia okinawaensis là một loài nhện trong họ Hersiliidae.
Loài này thuộc chi Hersilia. Hersilia okinawaensis được miêu tả năm 1999 bởi Tanikawa.

## Hình ảnh

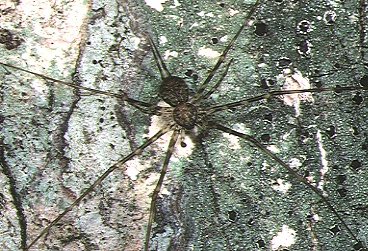